# Richard N. Haass
Pour les articles homonymes, voir Haass.

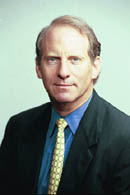
Richard Haass

Richard Nathan Haass (né le 28 juillet 1951, à Brooklyn) est président du Council on Foreign Relations de 2003 à 2023 date à laquelle il annonce  prend sa retraite. Il est l'auteur de douze livres : onze portant sur les affaires étrangères et un sur le management. Il vit à New York avec sa femme Susan et ses deux enfants Sam et Francesca.

## Formation
Il a été formé à Oberlin College puis a décroché une bourse Cecil Rhodes qui lui a permis d'étudier à l'université d'Oxford où il a décroché un doctorat en philosophie.

## Carrière
Il a été Director of Policy Planning au ministère des Affaires étrangères américains lorsque Colin Powell, dont il était un conseiller proche, était ministre. Il a été coordinateur pour le futur de l'Afghanistan. Il a succédé à George J. Mitchell comme envoyé spécial en Irlande du Nord. Pour ce dossier il a reçu le Distinguished Service Award du ministère des Affaires étrangères. Fin 2003, Mitchell Reiss lui a succédé comme envoyé spécial.
De 1989 à 1993, il a été l'assistant spécial du président George H. W. Bush, membre du Conseil national de sécurité, et directeur senior (confirmé) pour les affaires du Near East and South Asian Affairs. En 1991, il a reçu la médaille présidentielle pour avoir aidé à développer et à expliquer la politique américaine durant la guerre du Golfe. Antérieurement, il a servi à divers postes au ministère des Affaires étrangères de 1981 à 1985, du ministère de la Défense (1979-1980) et a été assistant parlementaire au Sénat américain.
Haass est aussi vice-président et directeur des études en politiques étrangères à la Brookings Institution, il est le Sol M. Linowitz Visiting Professor of International Studies à Hamilton College, membre de la Carnegie Endowment for International Peace, maître de conférences en politique publique à la Kennedy School of Government de l'université Harvard, et chercheur associé à l'International Institute for Strategic Studies.
Durant la campagne présidentielle de 2008, il a conseillé plusieurs candidats mais n'en a soutenu aucun, comme l'exige la tradition du Council on Foreign Relations.

## Livres
- Beyond the INF Treaty (1988,  (ISBN 0-8191-6942-0))
- The Power to Persuade: How to Be Effective in Any Unruly Organization (1995,  (ISBN 0-395-73525-4))
  - updated in 1999 as The Bureaucratic Entrepreneur: How to Be Effective in Any Unruly Organization (1999,  (ISBN 0-8157-3353-4))
- Economic Sanctions and American Diplomacy (1998,  (ISBN 0-87609-212-1))
- The Reluctant Sheriff: The United States After the Cold War (1997,  (ISBN 0-87609-198-2))
- After the Tests: U.S. Policy Toward India and Pakistan (1999,  (ISBN 0-87609-236-9))
- Transatlantic Tensions: The United States, Europe, and Problem Countries (editor, 1999,  (ISBN 0-8157-3351-8))
- Intervention: The Use of American Military Force in the Post-Cold War World (1999,  (ISBN 0-87003-135-X))
- Honey and Vinegar: Incentives, Sanctions, and Foreign Policy (2000,  (ISBN 0-8157-3355-0))
- The Opportunity: America's Moment to Alter History's Course (2006,  (ISBN 1-58648-453-2))
- War of Necessity, War of Choice  (2009,  (ISBN 978-1416549024))
- A World in Disarray: American Foreign Policy and the Crisis of the Old Order (2017,  (ISBN 0-3995-6236-2))